# Arginelli circondariali

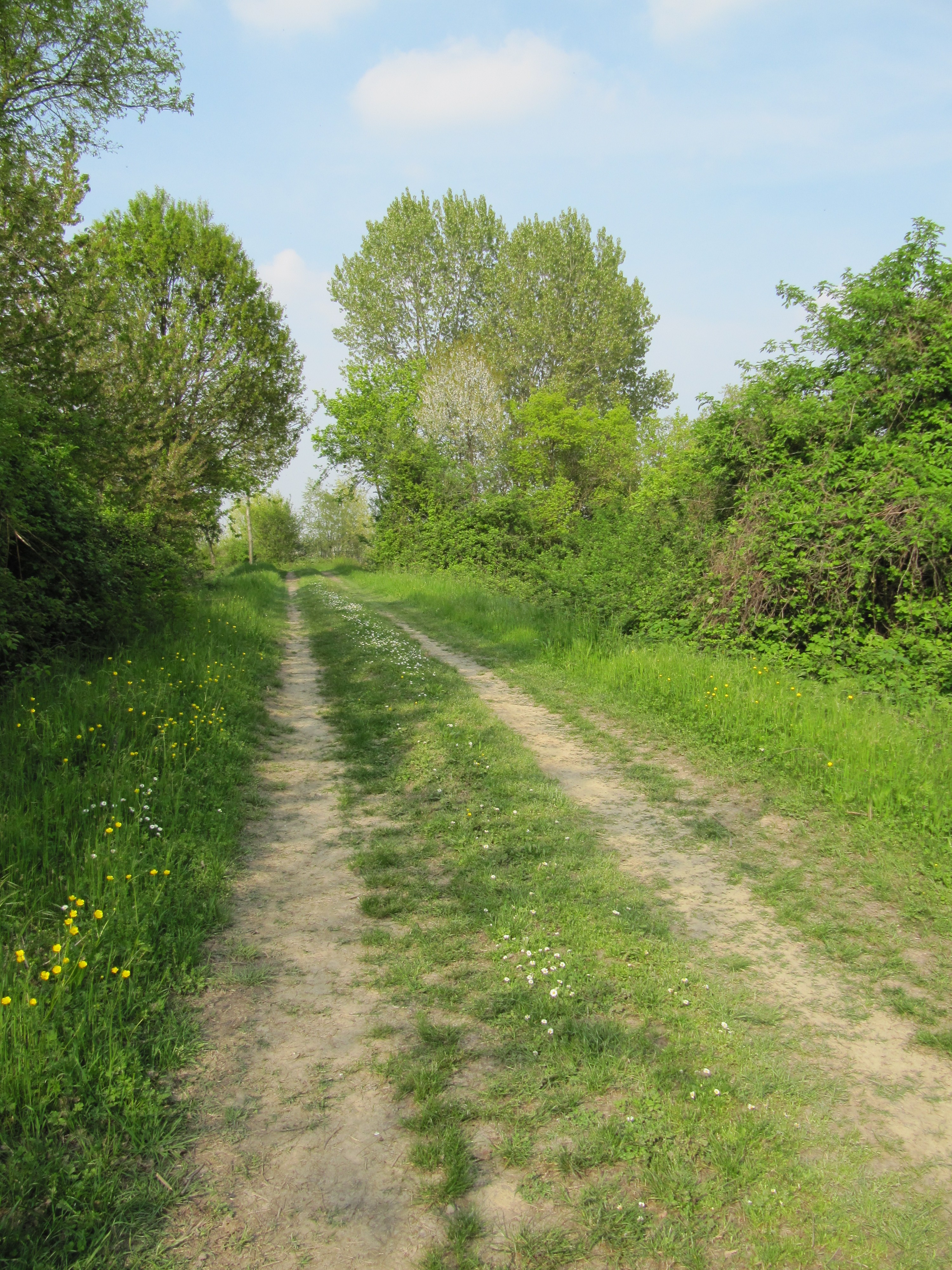
Arginello circondariale

Si tratta di un'opera di difesa passiva del territorio la cui origine risale probabilmente al XII secolo; completata poi in epoca gonzaghesca, le ultime modifiche di innalzamento risalgono all'Ottocento.
Gli arginelli di Sabbioneta sono un esempio emblematico della stretta interconnessione tra opera dell’uomo e natura che contraddistingue il paesaggio italiano. L’anello arginale attorno alla città è al contempo uno storico presidio rispetto al rischio idraulico e in generale a difesa del territorio, un percorso disseminato di manufatti antropici (chiuse, canali, complessi agricoli, edifici religiosi), ma anche una risorsa di valenza paesaggistica e ecologica.

## Estensione
L'impianto si estende per circa 18 km con altezze variabili tra 2 e 4 metri rispetto al piano di campagna. Fanno eccezione alcuni tratti dove il percorso scende fino al piano di campagna.

## Storia
Sebbene tradizionalmente associati alla figura di Vespasiano Gonzaga, gli arginelli di Sabbioneta hanno probabilmente un’origine più antica. Secondo l’autore del progetto di sistemazione del 1874, gli argini circondariali sarebbero stati realizzati nel XIV secolo a difesa dalle piene del Po e dell’Oglio, mentre in base a quanto si legge in una relazione di carattere idraulico risalente al 1827, essi risulterebbero documentati con riferimento alla metà del 1100, in occasione di una rotta degli argini del Po. Quest’ultima datazione viene generalmente ritenuta attendibile dagli storici. L’esecuzione degli argini circondariali sarebbe pertanto iniziata nel XII secolo per poi essere completata in epoca gonzaghesca. Scrive infatti il Faroldi, primo biografo del duca Vespasiano, che nel 1559 il sistema difensivo di Sabbioneta venne esteso anche agli argini, “per assicurarla dalle inondazioni de’ vicini fiumi Po ed Oglio”.
Gli arginelli circondariali furono pertanto realizzati principalmente per tutelare le zone basse nel triangolo formato dai fiumi Oglio e Po, sia per evitare eventuali inondazioni provenienti dal cremonese e dai territori di Commessaggio, Gazzuolo e del Casalasco - Viadanese. La successiva realizzazione degli argini maestri ha fortemente ridimensionato la funzione idraulica di questi manufatti, che pure costituiscono in parte ancora un presidio rispetto a locali rischi di esondazione del reticolo idrografico interpoderale. 
È inoltre ipotizzabile che, all’epoca di Vespasiano Gonzaga, l’anello degli argini circondariali possa anche aver assunto una valenza di tipo militare, configurandosi come una prima linea difensiva a supporto dell’articolato sistema di bastioni e terrapieni realizzato a protezione della capitale del ducato di Sabbioneta. Sotto questo aspetto, ma anche considerando le funzioni idrauliche dei manufatti, va sottolineato che gli arginelli costituiscono parte integrante del complesso disegno del territorio attuato nel Rinascimento ad opera dei Gonzaga, nell’ambito del quale la messa in sicurezza delle campagne ed il miglioramento della produttività dei fondi risultavano il complemento necessario alla fondazione della “nuova Roma” voluta dal duca Vespasiano.

## Utilità oggi
Oggi l'argine ha preso il nome di "Percorso naturalistico degli arginelli", che può essere percorso a piedi, in bicicletta o a cavallo, offrendo panorami naturalistici caratterizzati da ampie oasi di vegetazione autoctona colonizzate da fauna tipica come l'airone cinerino, il germano reale, il martin pescatore, il moscardino e il riccio. Da qualche anno a questa parte la tutela e la pulizia di quest'area è affidata all'Associazione Amici dell'Ambiente.
Grazie alla propria posizione sopraelevata rispetto al piano di campagna, gli argini circondariali si configurano come un percorso, in buona parte alberato, attraverso cui è possibile osservare dall’alto la struttura di un paesaggio agrario fittamente innervato dalla rete idrografica, ove spicca il profilo della città murata di Sabbioneta. Il percorso si avvicina inoltre alle frazioni di Villa Pasquali (ove risalta la chiesa barocca del Bibbiena), Ponteterra e Vigoreto (in prossimità del Santuario Mariano) ed attraversa l’abitato di Breda Cisoni, transitando a fianco della parrocchiale. 